# Эрш, Жанна
Жанна Эрш (фр. Jeanne Hersch, 13 июля 1910, Женева — 5 июня 2000, там же) — швейцарский философ

.

## Биография
Родилась в еврейской семье — её мать Либа Лихтенбаум (врач) происходила из Варшавы, отец — социолог, литератор на идише и журналист Пейсах-Липман Херш (из Памушис Шавельского уезда), преподаватель демографии и статистики в Женевском университете. Троюродная сестра математика Альфреда Тарского. Сестра математика Йозефа Херша (нем. Joseph Hersch, 1925—2012). 
Изучала философию в Женеве, Париже, Гейдельберге, Фрайбурге. Ученица и переводчица трудов Карла Ясперса, автор монографии о нём.

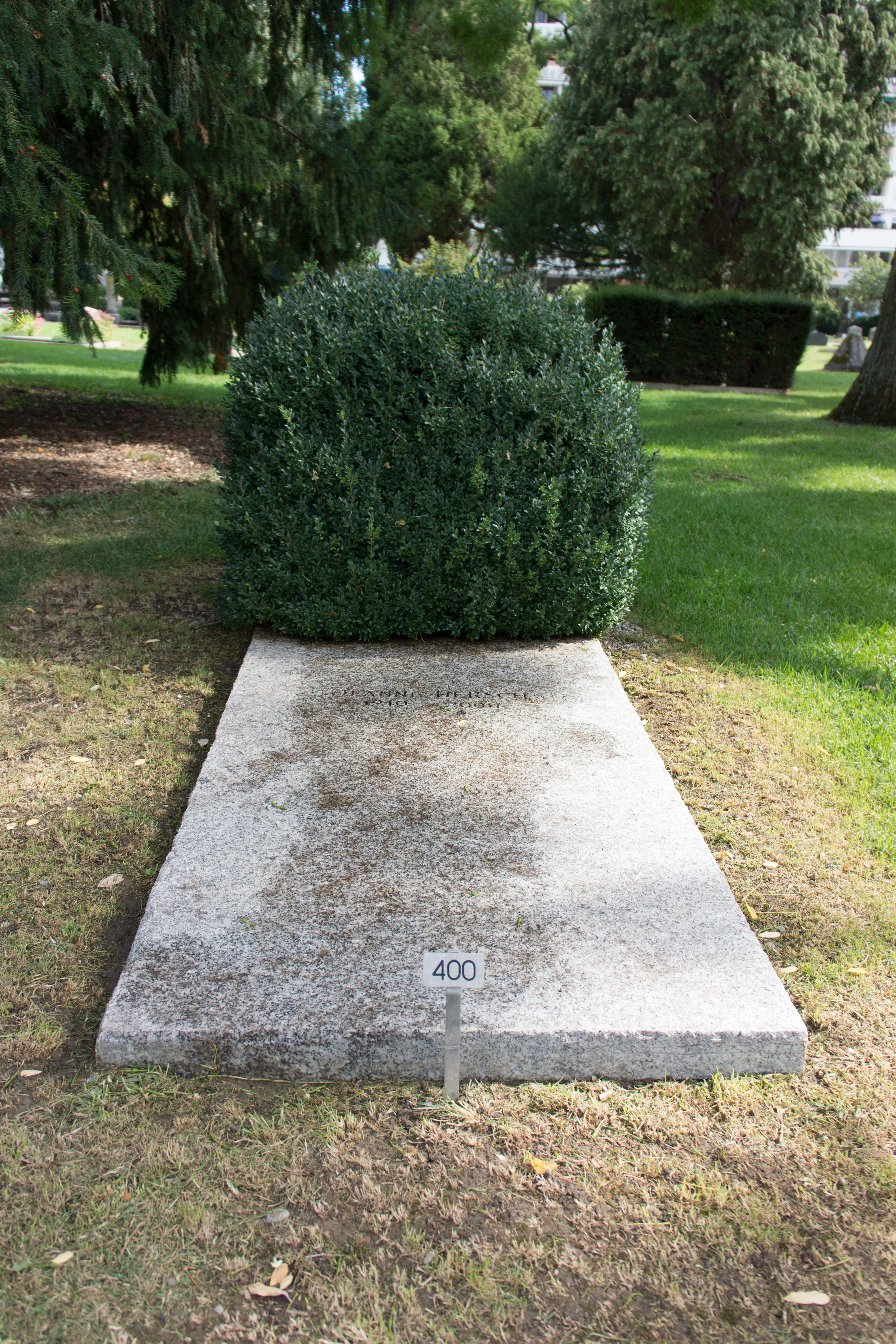
Могила Жанны Эрш на Кладбище Королей в Женеве

Приват-доцент (1947—1956), а затем профессор философии в Женеве (1956—1977), приглашённый профессор в университетах США, Канады, Латинской Америки. Член Социалистической партии, активист Союза европейских федералистов.

## Дружеские и творческие связи
Дружила с Раймоном Ароном, Станиславом Винценцем, Юзефом Чапским, Чеславом Милошем, перевела автобиографический роман Ч. Милоша «Долины Иссы» (1956).

## Труды
- L’illusion philosophique (1936)
- Temps alternés (1940)
- L'être et la forme (1946)
- Idéologies et réalité (1956)
- Le droit d'être un homme (1968)
- Karl Jaspers (1978, переизд. 2002)
- L'étonnement philosophique (De l'école Milet à Karl Jaspers) (1981, переизд. 1993)
- L’ennemi c’est le nihilisme (1981)
- Textes (1985)
- Éclairer l’obscur (1986)
- Temps et musique (1990)

## Признание
Премия Фонда за права человека (1973), премия Монтеня (1979), премия Университета Санкт-Галлена за свободу (1980), медаль Альберта Эйнштейна (1987), премия Карла Ясперса (1992) и др. Почётный доктор Ольденбургского университета, Федеральной политехнической школы Лозанны.